# RTFM (expression)

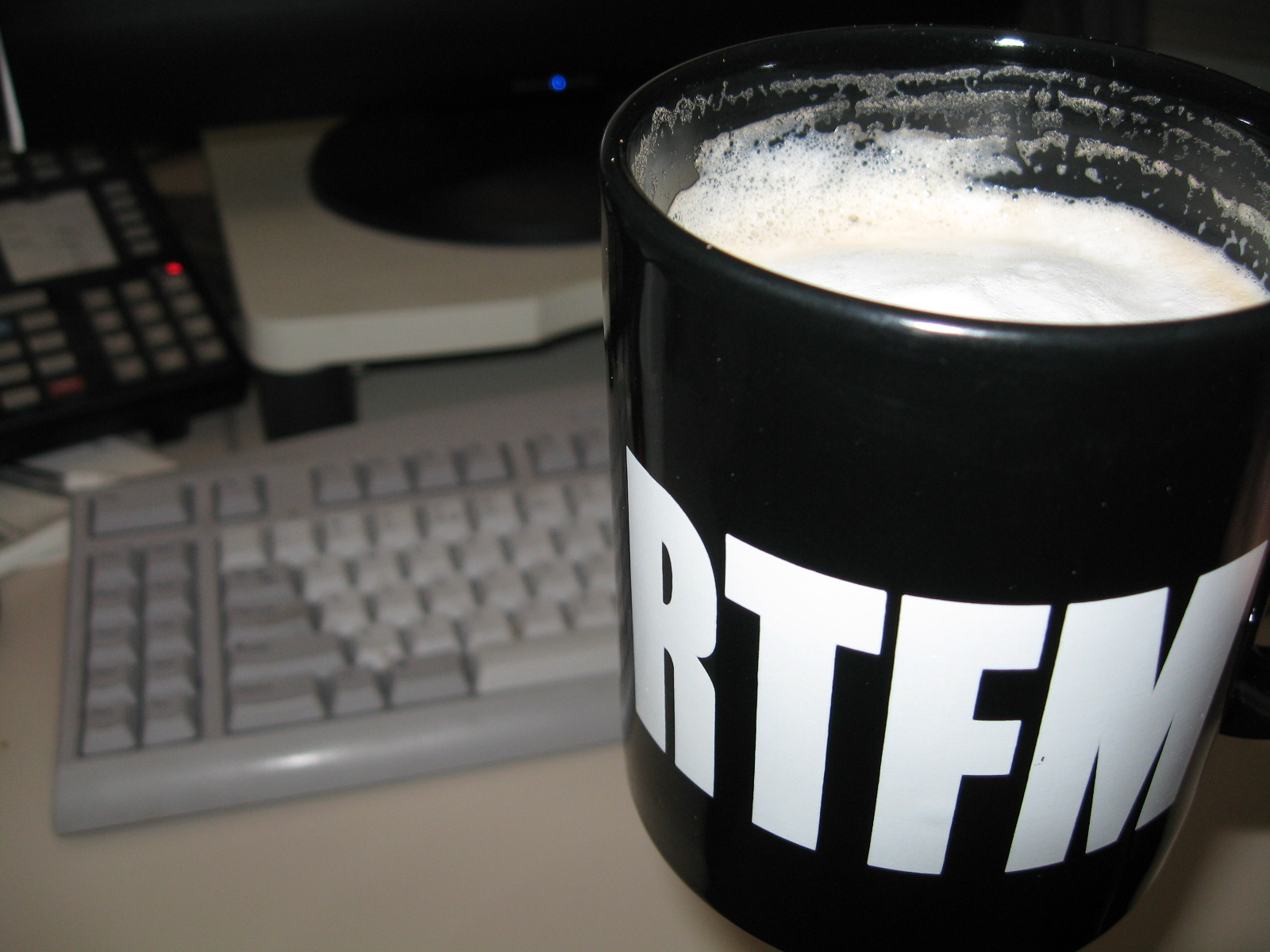
Tasse "RTFM".

Pour les articles homonymes, voir RTFM.
RTFM est, en anglais, le sigle de la phrase Read the fucking manual (littéralement « lis le putain de manuel »), injonction signifiant que la réponse à une question sur le fonctionnement d'un appareil est à chercher dans son mode d'emploi. Elle est surtout utilisée dans le jargon informatique, par exemple dans les forums de discussion.

## Historique
Cette expression est apparue avant l'avènement d'Internet et de Google, alors que les modes d'emploi étaient sur papier ou accessibles sur les systèmes POSIX à l'aide de la commande man. Dans ce dernier cas, RTFM voulait alors dire Read The Fucking Man page. 
On retrouve le sigle imprimé en 1979 dans le sommaire du Guide de l’utilisateur de LINPACK, sous la forme R.T.F.M. -- Anonymous (R.T.F.M. -- Anonyme). Cela laisse à penser que l’usage du sigle était déjà répandu. Cleve Moler a révélé que c’est une visite de Ned Thanhouser, responsable informatique à Tektronix, au Laboratoire national d'Argonne, qui a conduit à la citation anonyme.
Le livre de John Bear de 1983, Computer Wimp! 166 Things I Wish I Had Known Before I Bought My First Computer! mentionne que l’auteur a entendu un employé d’un magasin informatique proférer RYFM (read your fucking manual, lis ton foutu manuel).

## Sigles apparentés
Depuis, les modes d'emploi sont en ligne, ce qui a entraîné la création de sigles et d'expressions similaires comme :
- RTMF (Read The Manual First, lis le manuel en premier), version plus polie de cette expression ;
- GIYF (Google is your friend, Google est ton ami) ;
- GETA (Google est ton ami, version française) ;
- LMGTFY (Let me google that for you, Laisse-moi te chercher ça dans Google)[4].

Toutes ces nouvelles expressions indiquent que la réponse à une question se trouve facilement sur Internet avec un moteur de recherche ou dans les tutoriels dédiés.

## Source
- (en) Cet article est partiellement ou en totalité issu de l’article de Wikipédia en anglais intitulé « RTFM » (voir la liste des auteurs).